# Buki (Trompete)

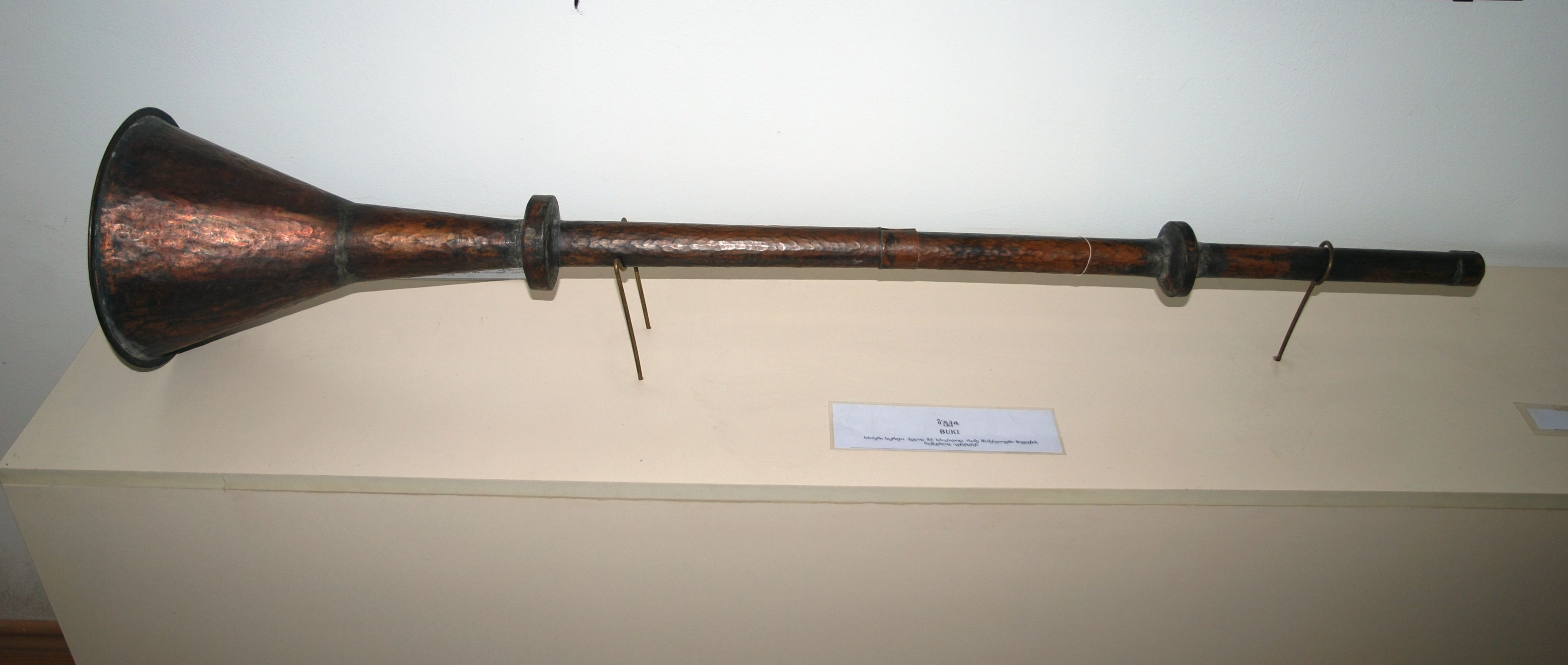
Buki. State Museum of Georgian Folk Songs and Musical Instruments in Tiflis

Buki (georgisch ბუქი) ist eine endgeblasene Naturtrompete aus Metall, die bis zum Beginn des 19. Jahrhunderts in Militärkapellen und bei Feiern an den Herrscherhöfen in Georgien gespielt wurde.

## Herkunft und Verbreitung
Der Ursprung des Wortes ist nach allgemeiner Ansicht das lateinische buccinum für „Trompete“, entsprechend heißt es auf Griechisch bukinon. Im Mittelalter verbreiteten arabische Militärkapellen die Spieltradition und die allgemeine arabische Bezeichnung būq für alle konischen und geraden Trompeteninstrumente. Das angehängte –i von buki ist die georgische Substantivendung, die auch bei einer Reihe weiterer, aus dem Arabischen oder Persischen entlehnter Instrumentenbezeichnungen auftritt, etwa dap-i für Kesseltrommel, kus-i für eine große Trommel (arabisch kūs) oder barbit-i, das auf die parallele Ausgangsform barbat (ein persisches Lauteninstrument) zurückgeht.
Eine längere Herkunftslinie führt nach Ur in Babylonien zurück. Dort enthält eine Tontafel aus dem Ende der Larsa-Periode (um 1950 v. Chr.) eine Geschichte über den Helden Gilgamesch, in der die Worte PUKKU und MEKKU vorkommen. Mit MEKKU dürfte ein ausgehöhlter Zweig gemeint gewesen sein, der als Trompetenrohr diente, und mit PUKKU (oder BUKKU) ein für seine Verwendung als Schalltrichter bearbeitetes Holzstück. Beide Begriffe werden immer zusammen erwähnt, vermutlich, weil sie zu demselben Instrument gehörten. Die archaische Sprachwurzel BUK steht für „pusten, brüllen“ oder „röhren“ und breitete sich in derselben Bedeutung über das Arabische aus. Die Bauform einer langen Holztrompete ist noch im schweizerischen Alphorn, in der ukrainischen trembita und einschließlich des alten Namens im rumänischen bucium überliefert.
In der frühislamischen Zeit im 8. Jahrhundert bezeichnete būq auf der arabischen Halbinsel vermutlich ein Tierhorn, das nicht zu kriegerischen Zwecken eingesetzt wurde. Nur Christen sollen nach einer zeitgenössischen arabischen Quelle ein Instrument namens būq hierfür verwendet haben, die arabischen Muslime hätten es von ihnen übernommen. Im 8. Jahrhundert spielte die būq lediglich zur Unterhaltung der Araber. Erst im 10. Jahrhundert erlangten Trompeten eine zunehmende Bedeutung in der arabischen Militärmusik.
Arabische Autoren des 11. Jahrhunderts und später unterschieden zwischen der langen zylindrischen Trompete nafir (būq an-nafīr) und kürzeren konischen Blasinstrumenten būq. Militärkapellen konnten mit bis zu 40 Trommel- und Trompetenspielern auftreten. Eine Miniaturmalerei von 1237 aus Bagdad zeigt die Musiker, wie sie mit ihren Instrumenten, Standarten und Fahnen auf Pferden und Eseln vermutlich an einem Fest teilnehmen. Sie spielten unter anderem die Zylindertrommel ṭabl, das kleine Kesseltrommelpaar naqqāra, Gongs (ṭusūt) sowie an Blasinstrumenten das Doppelrohrblattinstrument surnā, die Langtrompete nafīr und die konische Trompete būq. In Persien wird die būq seit 1020 erwähnt. Im maurischen Spanien des 10. Jahrhunderts spielte man am Hof eine būqāt und im 13. Jahrhundert das metallene Rohrblattinstrument alboque (verballhornt von al-būq). Heute bezeichnet albogue, alboka oder ähnlich verschiedene Einfachrohrblattinstrumente der spanischen Volksmusik. In Äthiopien wurde die auf Altäthiopisch bwq oder boqa genannte Trompete verwendet.
Die persisch-zentralasiatische Langtrompete hieß karna, die nach einem persischen Autor S-förmig gebogen sein konnte. Im Palastorchester naqqārakhāna der indischen Mogulkaiser spielte die lange gerade karna zusammen mit der anderen Langtrompete nafīr. Neben der kreisrund oder S-förmig gebogenen Trompete shringa kommen in der religiösen Kultmusik in einigen indischen Regionen auch Langtrompeten vor, darunter die bhankora aus Kupfer in den Vorbergen des Himalaya sowie die tirucinnam und die ekkalam im südlichen Bundesstaat Tamil Nadu. Das türkische und persische Gegenstück zur būq war in seldschukischer Zeit die borū. In Usbekistan ist die karnai eine bis zu drei Meter lange zylindrische Trompete aus Messing oder Kupfer mit einem breiten Schallbecher, die bei Festveranstaltungen verwendet wird. Die lange Metalltrompete karnai wird auch bei Hochzeiten in Tadschikistan geblasen.
Im Marokko des 16. Jahrhunderts gab es eine ṭrunbaṭa (spanisch trompeta). Durch die Sahara gelangten die langen Metalltrompeten nach Süden, wo sie ähnlich der kakaki der Hausa zu Zeremonialgerätschaften der Herrscher wurden.

## Bauform und Spielweise
Die oben abgebildete buki ist etwa 1,5 Meter lang und besteht aus zwei Teilen, die in der Mitte zusammengesteckt werden. Dieses Instrument aus verlötetem Kupferblech ist auf drei Viertel seiner Länge annähernd zylindrisch und erweitert sich am unteren Ende zu einem breiten Schalltrichter.
Die buki war besonders bei Festveranstaltungen an den Fürstenhöfen von Swanetien bis um 1800 beliebt. Georgische Volksensembles bestehen in der Regel aus zwei Instrumenten: Kombiniert werden beispielsweise die Langhalslaute panduri mit der Rahmentrommel daira, die Laute tschonguri mit der Zylindertrommel doli oder in Swanetien die dreisaitige Streichlaute tschuniri  mit der Winkelharfe tschangi. In der höfischen Musik dieser nordwestgeorgischen Bergregion spielten buki und das kleine Kesseltrommelpaar dumbuli (ein älterer Name für diplipito) zusammen. Anstelle der buki dominiert heute in der städtischen Unterhaltungsmusik vor allem das aus Armenien bekannte Doppelrohrblattinstrument duduki, das zusammen mit der doli zur Tanzbegleitung aufspielt.
Eine kleinere Bauform der buki hieß nach literarischen Quellen zrokha kudi („Kuhschwanz“) und wurde in mittelalterlichen Militärkapellen gespielt, häufig in Verbindung mit einem als „Kupferfass“ (spilendz-churi) zu übersetzenden Perkussionsinstrument. Ein anderes Blasinstrument aus Metall in Militärkapellen hieß kvirostviri, „laut schreiendes stviri“, abgeleitet vom georgischen Dudelsack stviri oder gudastviri. Ein aus mehreren bukis bestehendes Militärorchester hieß mtskobri.
Die Musikinstrumente Abchasiens wurden weitgehend aus Georgien übernommen. Die dort früher als Signalinstrument, besonders um Dorfversammlungen einzuberufen, geblasene abik entspricht namentlich und nach der Form einer buki.